# Carnival III: The Fall and Rise of a Refugee
Carnival III: The Fall and Rise of a Refugee è l'ottavo album in studio del cantante haitiano Wyclef Jean, pubblicato nel 2017.

## Tracce
1. Slums (featuring Jazzy Amra, H1DaHook and Marx Solvila) – 4:14
2. Turn Me Good – 3:31
3. Borrowed Time – 3:35
4. Fela Kuti – 3:30
5. Warrior (featuring T'Baby) – 3:06
6. Shotta Boys (featuring Stix) – 3:54
7. Double Dutch (featuring Eric Nimmer and D.L. Hughley) – 3:23
8. What Happened to Love (featuring LunchMoney Lewis) – 4:07
9. Carry On (featuring Emeli Sandé) – 3:09
10. Concrete Rose – 3:25
11. Trapicabana (featuring Teddy Riley) – 2:49
12. Thank God for the Culture (featuring Marx Solvila, J'Mika and Leon Lacey) – 4:02